# リッピング
リッピング(Ripping)とは、DVDビデオソフトや、音楽CDなどのデジタルデータをパソコンに取り込むことを指すパソコン用語。

## 概要
リッピングは、DVDや音楽CDなどに記録されているデジタルデータを、そっくりそのままの形またはイメージファイルとしてパソコンに取り込むか、パソコンで扱いやすいデータの形に変換して、ファイルにすることである。このための変換用ソフトウェアも存在し、リッピングに使用するツールをリッパー(Ripper)と呼ぶ。なお同語は「切り取る、かっぱらう、搾り取る」等を意味する英語「Rip」に由来する。
この作業の結果、作成したファイルを用いると元のメディアを使わなくても記録されていた内容を再生できるので、実質的に複製を制作する行為に当たる。この複製行為の是非に関しては後述するが、これを行うことでバックアップとしても利用できる一方で、より利用方法の幅が広がることにもなる。
家庭向けのパソコンにも強力な演算能力を持つCPUが利用されるようになり、また急速にパソコン用補助記憶装置（ハードディスク）などの大容量化がすすんだほか、非常にデータサイズを小さくできる優秀な非可逆圧縮用コーデック（データ圧縮用符号化処理）が発展した時代より、場所を取ってかさばるメディアからデータを抜き出してパソコンでこれらコンテンツを一元管理するために利用される。

## 利用形態
これらは、ファイルの形で音楽や映像（動画）などといった各種情報を扱いやすくするための準備段階であるが、このファイル化によってさまざまな付加価値が発生する。
1990年代中頃より、パソコンに音楽をMP3等に圧縮して保存しておき、パソコンやデジタルオーディオプレーヤーから聴く人が次第に増えているが、これらの場合は音楽CDが最長74分（変則的なものは80分前後）までしか1枚のメディアで音楽を再生できないのに対し、パソコンに蓄えたMP3データは、適切な連続再生用ソフトウェアを利用することで、遥かに長く連続した再生が可能である。またデジタルオーディオプレーヤーでは、小型で携帯性に優れ、また長時間再生が可能なプレーヤーも登場しているため、やはり便利である。
また法的な問題を別にすると、コンピュータのファイルは他のメディア（CD-RやDVD-Rなど）に書き込んだり、コンピュータネットワーク（インターネットなど）を使ってやり取りできるため、このファイル化の利点は広範囲に及ぶ。

## 著作権上の問題
リッピングは本来、コンピュータへのデータの読み込みを指す。このため著作権の上では再生用器機への情報の伝達（読み取り）とも言えるほか、従来より著作権法上では容認されていた音楽・映像媒体の購入者やレンタルビデオで借りた側の私的な複製による利用の範疇だとも考えられる 。なおレンタルでも、著作使用料はレンタル代金に含まれ、視聴や私的な複製の作成までは著作使用料の範疇までは容認されると解される意見と、私的複製に関する部分までの著作使用料は含まれていないとする意見がある。
ただ、この問題はデジタルデータの複製がオリジナルからほとんど劣化させずに可能である点や二次複製以降はほぼ無制限に同一情報の複製が可能であるため、議論を呼んでいる（→デジタル著作権管理）。また、リッピングに関連して海賊版問題なども発生しており、これが著作権団体などの反発を招いている。
権利団体側はリッピングが困難になるように様々な工夫（詳しくはコピーコントロールCD参照）をしているが、いたちごっこの様相を呈している。このためコピーガード技術（プロテクトとも。音楽CDのSCMSやDVDのCSSなど）の回避も問題視されており、企業の作ったコピーガードを外す方法を技術論文として発表したケースでは、不法な多数の海賊版を生じさせやすくなるとし、ヨーロッパにおいて論文を公開した人物を相手取り、裁判沙汰になった。
その一方で、コピーコントロール技術が結果的に消費者の権利を侵害しているとして、フランスで消費者団体がEMI Music Franceを相手取り訴訟を起こしたケースでは、消費者団体が勝訴している。ただし、この裁判の論点は、再生に関わる制限について十分に情報を提供しないことは、CDの実質的な品質に関する欺瞞にあたるという点にあり、製品の外箱に適切なラベルを貼ることで問題は解決するとされている。

### リッピングの原則違法化
デジタルデータのリッピングが違法になる可能性を初めて指摘されたのはDVD-Video規格裁定時の末期であり、ディスクメディアに「CSS」と呼ばれる40bitの暗号化キーで軽い暗号化をかけ、DVD-Videoを複製しようとすると暗号キーだけを物理的にコピーできなくすることでコピーガードが意味を成すケースが初めて誕生した。また、その暗号化技術は松下電器の技術から派生したものであり、CSSのライセンス代を省略することでDVD-Videoの普及を加速させる要因にもなった。
そもそも1999年6月23日公布の著作権法を改正する法律（平成11年法律第77号）により、「技術的保護手段」を回避して複製を可能化し、技術的保護手段の回避を行う装置やソフトウェアの公衆への譲渡等をし、または著作物等に付される権利管理情報の除去等をした場合に著作権等を侵害する行為とみなされることとなった。（このうち、刑事罰を伴うのは回避装置等の譲渡等のみ）
上記改正においては「技術的保護手段」は複製を抑止するための手段である事が要件であり、DVDに用いられるCSSは暗号化のみであって複製自体は抑止していない事から、CSSの暗号化解除行為自体は著作権法によって規制されていなかった。つまり私的使用の目的上、DVDを改変せずに複製し、複製したものを暗号化解除する事により、実質的にリッピングが規制されない状態が続いていた。なお、CSSの暗号化鍵は解析され市中に暗号化解除ソフト「DeCSS」等が出回っていたが、上記改正時点においてはDeCSS等の譲渡等は合法であった。
2012年6月20日成立の著作権法を改正する法律においては（同年10月1日施行）、上記「技術的保護手段」の範疇に「特定の変換」すなわち暗号化技術を含めるように要件が拡大され、これによってDVDのCSSやBlu-rayのAACS等の暗号型技術も、著作権法上の対象となる「技術的保護手段」に追加された。これに伴い、保護技術を回避してのリッピングは私的複製の対象外となり違法行為となった。
これによって、私的使用の目的であっても、DeCSS等によりDVDをリッピングする事が違法となるとともに、DeCSS等の譲渡等が刑事罰を伴って規制されることとなった。
2015年8月には、「DVD Shrink 日本語版」をサーバにアップロードし、そのサイトへのリンクを公開していた業者が著作権法違反の幇助で検挙されている。
なお、CDのSCMS回避については1999年の著作権法改正以降より議論があるが、SCMS対応機器や対応ソフトウェアの複製抑止を回避すると違法であるのはともかく、SCMS非対応の機器・ソフトウェアを用いた場合に違法とする主張は、制度側や利害関係者からは見られない。

## ソフトウェア
市販されているDVD-Videoの大半は、アクセスコントロール(CSSなど)やコピーコントロール(マクロヴィジョンなど)のような、何らかの暗号化あるいは技術的なプロテクトが施されている。このため、リッピングに用いるソフトウェアの一部は、DVD-Videoのバックアップを行う事を目的として、これらプロテクトを何らかの手段で解除、あるいは無効化するが、この機能は、使用する国によっては法的な問題を含む場合がある。
リッピングに用いるソフトウェアの一部には、DVD-Videoに含まれるMPEG-2ストリームデータのサイズを圧縮するため、トランスコード圧縮を行うものがある。同様に、DVD-Videoに含まれるマルチアングル、チャプター、多重音声切替などから、バックアップする上で必要・不要なアングル、チャプター、音声を選択する事で、バックアップ後のデータサイズを削減する機能を備えるものもある。
DVD同士(DVD-Videoから書込可能型DVDメディアへ)のバックアップを補助する目的で、リッピングされたデータから各種書込可能DVDへのライティング機能を備えるものがある。
CSSやRipGuardに対応
AnyDVD、DeCSS、DVD43、DVD Decrypter
DVDFab、DVD Shrink、ratDVD、RipIt4Me
AACSに対応
AnyMP4、AnyDVD HD、DVDFab HD Decrypter、MakeMKV
CCCDやSafeDiscに対応
CD Manipulator、CloneCD